# Kotputli
Kotputli (o Kot Putli) è una suddivisione dell'India, classificata come municipality, di 40.157 abitanti, situata nel distretto di Jaipur, nello stato federato del Rajasthan. In base al numero di abitanti la città rientra nella classe III (da 20.000 a 49.999 persone).

## Geografia fisica
La città è situata a 27° 43' 0 N e 76° 12' 0 E e ha un'altitudine di 346 m s.l.m..

## Società

### Evoluzione demografica
Al censimento del 2001 la popolazione di Kotputli assommava a 40.157 persone, delle quali 21.354 maschi e 18.803 femmine. I bambini di età inferiore o uguale ai sei anni assommavano a 6.526, dei quali 3.598 maschi e 2.928 femmine. Infine, coloro che erano in grado di saper almeno leggere e scrivere erano 26.962, dei quali 16.369 maschi e 10.593 femmine.